# Braki
Braki [ˈbraki] est un village polonais de la gmina de Nowa Sucha dans le powiat de Sochaczew et dans la voïvodie de Mazovie.
Il se situe à environ 5 kilomètres au nord-ouest de Nowa Sucha, 10 kilomètres au sud-ouest de Sochaczew et à 61 kilomètres à l'ouest de Varsovie.